# خانه قدوسی
خانه قدوسی مربوط به دوره قاجار است و در اصفهان، خیابان طالقانی، بین خیابان اردیبهشت و خلجها، پلاک ۶۴۶ واقع شده و این اثر در تاریخ ۱ اردیبهشت ۱۳۸۸ با شمارهٔ ثبت ۲۶۵۸۳ به‌عنوان یکی از آثار ملی ایران به ثبت رسیده است.